# Rue Ransonnet
La rue Ransonnet est une rue de la ville de Liège (Belgique) située dans le quartier d'Outremeuse. Elle est bien connue des Liégeois pour abriter la caserne des pompiers de la ville.

## Odonymie
Cette artère rend hommage à Jean-Pierre de Ransonnet-Bosford, né le 13 octobre 1744 à Liège (Principauté de Liège), mort le 3 mars 1796 à Moûtiers (Savoie), militaire participant à la révolution liégeoise et général de brigade de la Révolution française.

## Situation
Cette large rue plate et rectiligne mesure approximativement 132 mètres. Dans le prolongement du pont Maghin franchissant la Meuse, cette artère d'Outremeuse relie la rue Adolphe Maréchal au boulevard de la Constitution.

## Activités
Deux imposants bâtiments occupent une bonne partie de chaque côté de la rue :
- L'intercommunale d'incendie de Liège et environs (IILE-SRI, caserne des pompiers) se situe au no 5.
- L'entrée de la salle de spectacles du manège de la caserne Fonck est située au no 2.

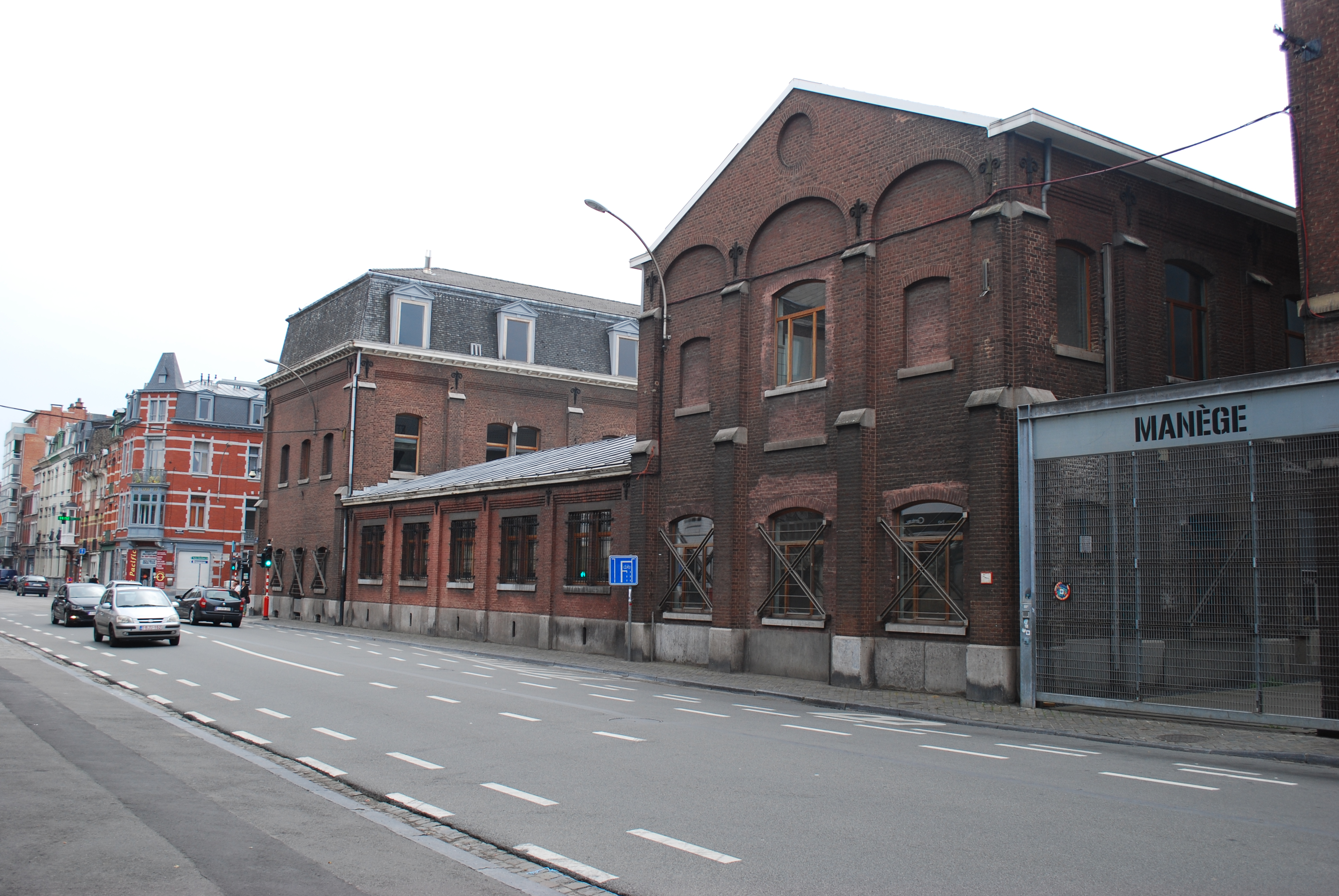
Manège de la caserne Fonck

## Voies adjacentes
- Rue Adolphe Maréchal
- Rue Gravioule
- Rue Joseph Vrindts
- Boulevard de la Constitution

### Source et bibliographie
- Yannik Delairesse et Michel Elsdorf, Le nouveau livre des rues de Liège, Liège, Noir Dessin Production, 2008, 512 p. (ISBN 978-2-87351-143-2 et 2-87351-143-5, présentation en ligne), page 357